# Кримінальний кодекс УСРР 1922
Кримінальний кодекс УСРР 1922 року — зібрання законів у сфері кримінально-процесуального права, що був прийнятий ВУЦВК 23 серпня 1922 і введений у дію з 15 вересня 1922.

## Історія
Кодифікаційні роботи, здійснені в УСРР у 1920-ті рр. (вони проводилися в рамках єдиної законодавчої політики правлячої в усіх радянських республіках партії більшовиків), були своєрідним «матеріальним втіленням» курсу на «революційну законність». Остання у контексті здійснення нової економічної політики мала замінити правовий і економічний нігілізм перших післяреволюційних років. Актуальність проведення таких робіт була викликана як необхідністю зафіксувати правові форми нових суспільних відносин, так і потребою систематизувати радянське законодавство, ліквідувати наявні в ньому істотні суперечності та прогалини. Важливим спонукальним чинником проведення кодифікації був також міжнародний фактор. Економічний розвиток радянських республік був неможливим без міжнародної співпраці, а світове співтовариство вимагало від своїх членів «цивілізованого ставлення» до державно-правових інститутів, «європейської системи юридичних норм».